# Ylä-Säynätjärvi
Ylä-Säynätjärvi är en sjö i kommunen S:t Michel i landskapet Södra Savolax i Finland. Sjön ligger 91,6 meter över havet. Arean är 52 hektar och strandlinjen är 7,33 kilometer lång. Sjön  ingår i Vuoksens huvudavrinningsområde.   Den ligger nära S:t Michel och omkring 210 kilometer nordöst om Helsingfors. 
I sjön finns ön Säynätinsaari. 